# Nadija Bjelowa
Nadija Oleksandriwna Bjelowa (russisch Надежда Александровна Белова/Nadeschda Alexandrowna „Nadja“ Belowa, auch Надя Белова, ukrainisch Надія Олександрівна Бєлова und Надія Білльова; * 2. September 1961 in Bolschewik, im Rajon Hola Prystan der Oblast Cherson in der damaligen Sowjetunion) ist eine frühere sowjetisch-ukrainische Biathletin und heutige Trainerin. Seit 2024 ist sie Cheftrainerin der ukrainischen A-Mannschaft der Männer.

## Laufbahn
Nadeschda Belowa begann mit dem Biathlonsport 1981. Außerdem war sie bis 1983 aktive Bahnradfahrerin. Bei den zweiten Biathlon-Weltmeisterschaften 1985 der Frauen in Egg am Etzel wurde sie im Sprint Siebte und Achte im Einzel. Ihre erfolgreichste Weltmeisterschaft bestritt sie 1986 in Falun. Belowa gewann gemeinsam mit Kaija Parve und Wenera Tschernyschowa Gold im Staffelrennen, Silber im Sprint hinter Parve und verpasste eine dritte Medaille im Einzel als Viertplatzierte nur knapp. Auch die Weltmeisterschaft 1987 in Lake Placid brachte mit einem achten Rang im Sprint ein gutes Resultat. Nach der Auflösung der Sowjetunion startete Belowa für die Ukraine. Bei den Biathlon-Weltmeisterschaften 1993 in Borowez belegte sie mit der ukrainischen Staffel den sechsten Rang. Zum letzten Großereignis wurden die Olympischen Winterspiele 1994 in Lillehammer, bei denen sie ihr einziges olympisches Rennen bestritt und im Einzel 13. wurde. In der Saison belegte sie in der Gesamtwertung des Weltcups den 16. Platz.
Von 1992 bis 2002 war Belowa Assistenztrainerin der ukrainischen Biathlonteams und für die Frauenmannschaft verantwortlich, ab 2002 Trainerin der polnischen Nationalmannschaft der Frauen. 1989 heiratete sie ihren früheren Coach Roman Bondaruk, der nach seiner Tätigkeit in der Ukraine gemeinsam mit Belowa das polnische Team trainierte und dort für die Männer des A-Kaders verantwortlich zeichnete. Damit waren sie das einzige Trainerehepaar eines Biathlonverbandes mit Verantwortung für die A-Kader. Außerhalb der Saison lebt das Paar in Kiew, früher lebte Belowa in Sumy. Belowa und Bondaruk haben eine Tochter und einen Sohn, der erfolgreicher Sportschütze ist.

## Biathlon-Weltcup-Platzierungen
Die Tabelle zeigt alle Platzierungen (je nach Austragungsjahr einschließlich Olympische Spiele und Weltmeisterschaften).
- 1.–3. Platz: Anzahl der Podiumsplatzierungen
- Top 10: Anzahl der Platzierungen unter den ersten zehn (einschließlich Podium)
- Punkteränge: Anzahl der Platzierungen innerhalb der Punkteränge (einschließlich Podium und Top 10)
- Starts: Anzahl gelaufener Rennen in der jeweiligen Disziplin

| Platzierung                 | Einzel | Sprint | Verfolgung | Massenstart | Team | Staffel | Gesamt |
| --------------------------- | ------ | ------ | ---------- | ----------- | ---- | ------- | ------ |
| 1. Platz                    |        |        |            |             |      | 1       | 1      |
| 2. Platz                    | 1      | 2      |            |             |      |         | 3      |
| 3. Platz                    |        |        |            |             |      |         |        |
| Top 10                      | 5      | 5      |            |             | 1    | 2       | 13     |
| Punkteränge                 | 9      | 9      |            |             | 1    | 2       | 21     |
| Starts                      | 17     | 17     |            |             | 1    | 2       | 37     |
| Stand: Daten nicht komplett |        |        |            |             |      |         |        |